# Ć (слово латинице)
Ć је пето слово српске абецеде. Осим у српском, слово се користи и у хрватском, бошњачком, црногорском и пољском језику (из кога је и преузето). У српском језику спада у безвучне предњонепчане сугласнике.

## Рачунарско кодирање карактера
| Знак                      | Ć                                  | Ć                                  | ć                                | ć                                |
| ------------------------- | ---------------------------------- | ---------------------------------- | -------------------------------- | -------------------------------- |
| Назив у Уникоду           | ВЕЛИКО ЛАТИНИЧКО СЛОВО C СА АКУТОМ | ВЕЛИКО ЛАТИНИЧКО СЛОВО C СА АКУТОМ | МАЛО ЛАТИНИЧКО СЛОВО C СА АКУТОМ | МАЛО ЛАТИНИЧКО СЛОВО C СА АКУТОМ |
| Врста кодирања            | децимална                          | хексадецимална                     | децимална                        | хексадецимална                   |
| Уникод                    | 262                                | U+0106                             | 263                              | U+0107                           |
| UTF-8                     | 196 134                            | C4 86                              | 196 135                          | C4 87                            |
| Нумеричка референца знака | &#262;                             | &#x106;                            | &#263;                           | &#x107;                          |